# دار الإمارة
دار الإمارة في المدن الإسلامية التقليدية هي المبنى الذي يحوي السلطة الرئيسية في المدينة ويقوم بدور السلطة التنفيذية والقيادة السياسية والإدارية للمدينة والمناطق التابعة لها سياسيا. لا يشترط في دار الإمارة أن يسكن الأمير أو الحاكم وهو أشبه بمبنى المحافظة في العصر الحديث.
بدأ بناء دور للإمارة في المدن الجديدة منذ صدر الإسلام. يحتوي دار الإمارة على الدوواوين الرئيسية للإمارة وغيرها من أجهزة الحكم. يستثنى من ذلك المسجد الجامع الذي كان يقوم مقام البرلمان أو المجلس البلدي بالإضافة إلى وظائفه الأخرى وبيت المال.
بتوسع الدول وتطور وتعقد الحياة العامة بدأت بعض أجهزة الحكم تنفصل عن دار الإمارة مثل الشرطة وقيادة الجيش وغيرها.